# Zamenis scalaris
La culebra de escalera (Zamenis scalaris) es una especie de serpiente de la familia Colubridae. Vive en la península ibérica y las regiones mediterráneas de Francia. Fuera de estas zonas, también se encuentra en Menorca.

## Descripción

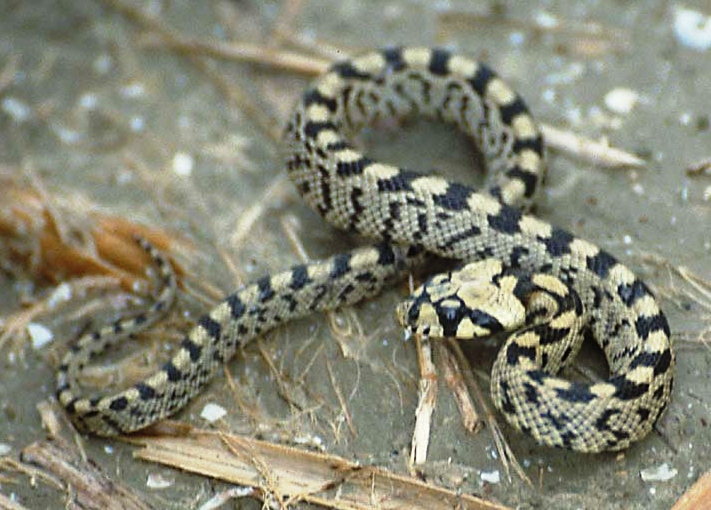
Ejemplar juvenil.

Es una serpiente de cuerpo robusto. Tiene la cabeza pequeña y poco prominente, y el morro agudo. Alcanza una longitud media de 157 cm, siendo las hembras un poco mayores que los machos. 

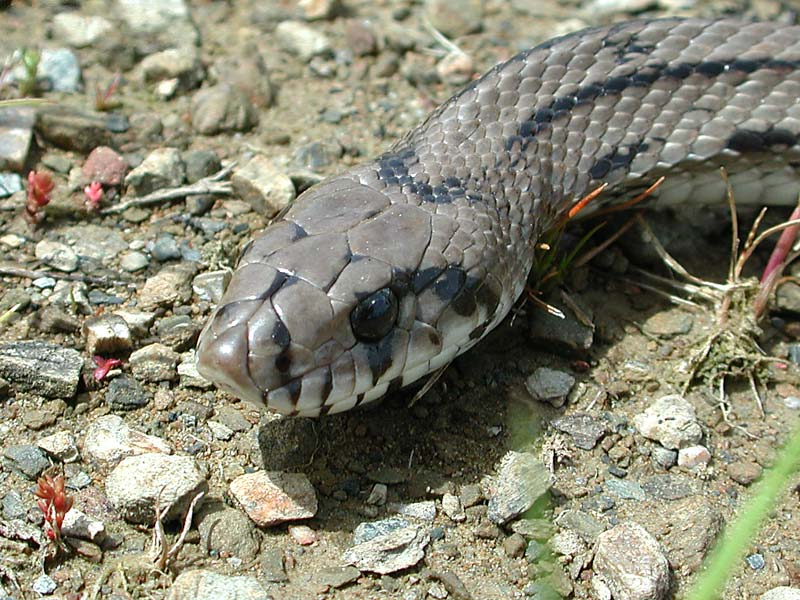
Cabeza de culebra de escalera.

Su patrón de color varía con la edad; los ejemplares juveniles son de color gris, salpicado con motas negras, y con un diseño de manchas negras a lo largo de su espalda con forma de «H» que se asemeja a una escalera de mano, al que debe la especie su nombre común. En cambio, los adultos son de color pardo amarillento, también con algunas motas negras diseminadas, con dos líneas negras paralelas recorriendo longitudinalmente su espalda. Sus pupilas son redondas y de color negro. La culebra de escalera no es venenosa. Cuando son crías se pueden mostrar más violentas pero su mordedura es inofensiva.

## Distribución y hábitat
Vive en toda la península ibérica a excepción de las zonas montañosas del norte (sí habita, sin embargo, la isla de Ons, en el parque nacional de las Islas Atlánticas de Galicia), además de las regiones mediterráneas francesas, incluidas las islas d'Hyeres (cerca de Tolón), las islas de Menorca y Mallorca , donde fue introducida. En la parte sur de su área de distribución alcanza hasta los 2000 m s. n. m., pero a medida que se va hacia el norte va bajando la cota de altitud donde se encuentra; en Portugal son los 900 m s. n. m. y en el País Vasco no sobrepasa los 500 m s. n. m. Ocupa todos los biotopos mediterráneos, solo escaseando en los lugares muy áridos.

## Biología

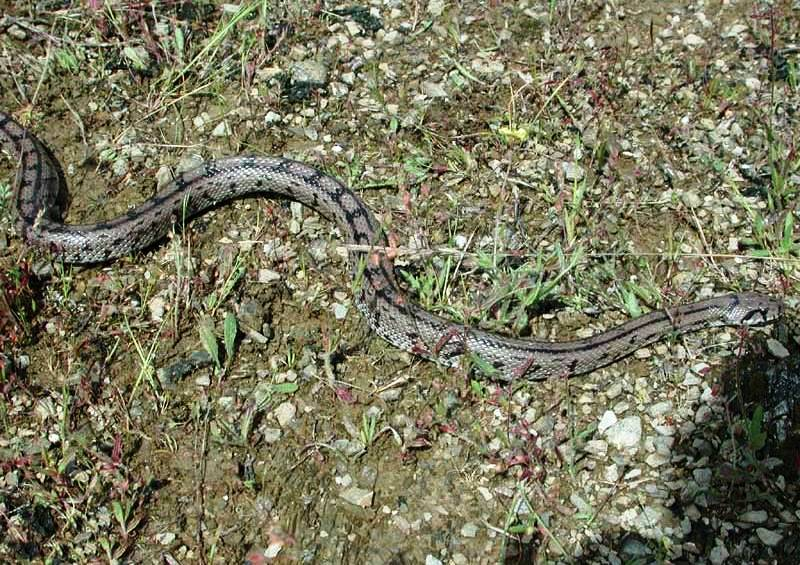
Ejemplar con un patrón intermedio entre las filas de haches apiladas juvenil y el patrón adulto de dos líneas.

La culebra de escalera es un cazador que se muestra activo principalmente en las horas diurnas y crepusculares. Aunque su periodo de máxima actividad es durante el día existen variaciones regionales y estacionales. Cuando las temperaturas son muy altas en verano desplaza su mayor actividad al amanecer, el atardecer y las primeras horas de la noche.
Se alimenta principalmente de pequeños mamíferos, con el tamaño de un gazapo como máximo, y también aves, a los cuales atrapa primero con su boca y después los estrangula con su cuerpo. Es relativamente agresiva e intentará atacar a sus potenciales enemigos mordiéndolos, aunque no es venenosa. Las serpientes jóvenes cuando se encuentran en peligro emiten un soplido de advertencia.
Algunos ejemplares pueden llegar a ser muy poco agresivos.
La culebra de escalera es principalmente terrestre, aunque puede trepar a los arbustos y por los riscos. Cuando la radiación solar es alta o hay vientos fuertes suelen refugiarse bajo las rocas. Por las noches se refugian en madrigueras subterráneas, frecuentemente huras abandonadas de roedores. También se esconden en sus guaridas con la llegada de octubre o noviembre para iniciar un aletargamiento invernal, que puede durar cuatro o cinco meses.

## Reproducción
La época de apareamiento tiene lugar después del aletargamiento invernal, entre abril y mayo. Los acoplamientos tienen lugar generalmente por la noche aunque no son extrañas las cópulas diurnas en el fin de la primavera. Las hembras, tras la siguiente muda, pondrán de cinco a veinticinco huevos, que enterrarán y dejarán abandonados. Las crías eclosionan a los dos o tres meses con una longitud entre 10 y 25 cm. Al principio las crías se alimentarán principalmente de insectos como los saltamontes, y después de lagartijas.